# Псищівська сільська рада
Псищівська сільська́ ра́да (біл. Псышчаўскі сельсавет) — колишня адміністративно-територіальна одиниця у складі Іванівського району Берестейської області Білорусі. Адміністративним центром було село Псищево.

## Історія
Сільська рада ліквідована 26 червня 2013 року, територія та населені пункти увійшли до складу Опільської сільської ради.

## Склад
Населені пункти, що підпорядковувалися сільській раді станом на 2009 рік:
| Населений пункт | Тип  | Населення, осіб (2009) |
| --------------- | ---- | ---------------------- |
| Вартицьк        | село | 264                    |
| Лучки           | село | 28                     |
| Псищево         | село | 527                    |
| Святополка      | село | 48                     |
| Упирово         | село | 243                    |

## Населення
За переписом населення Білорусі 2009 року чисельність населення сільської ради становила 1110 осіб.

### Національність
Розподіл населення за рідною національністю за даними перепису 2009 року:
| Національність | Осіб | Відсоток |
| -------------- | ---- | -------- |
| білоруси       | 1084 | 97,66 %  |
| росіяни        | 13   | 1,17 %   |
| українці       | 11   | 0,99 %   |
| молдовани      | 1    | 0,09 %   |
| греки          | 1    | 0,09 %   |
| Разом          | 1110 | 100 %    |